# ستيفن غلاس
ستيفن غلاس (بالإنجليزية: Stephen Glass) (15 سبتمبر 1972، هايلاند بارك في الولايات المتحدة)؛ صحفي، كاتب وروائي أمريكي.

## روابط خارجية
- ستيفن غلاس على موقع IMDb (الإنجليزية)